# 우리가족
"우리가족"(Our Family)은 대한민국에서 제작된 김도현 감독의 2013년 다큐멘터리 영화이다. 또한 우리가족에는 김태훈 등이 주연으로 출연하였다.

## 출연

### 주연
- 김태훈
- 이진철
- 김원혁

- 김하은
- 이진아
- 김종민
- 김성태
- 김현태

## 기타
- 구성: 이민수
- 구성: 정미현
- 제작총지휘: 김현경
- 프로듀서: 전도민
- 기획총지휘: 임왕태
- 조연출: 박중하
- 음향효과: 진소희
- 사운드슈퍼바이저: 양정원
- 타이틀: 전도민
- 편집보: 이용희
- 편집보: 김다원
- 편집보: 전예란
- 광고디자인: 김진의
- 내레이션: 조은경
- 촬영도움: 김상혁
- 촬영도움: 김원혁
- 촬영도움: 염하룡
- DCP: 조형래
- 영문번역: 갈재민
- 의상협찬: 이성태
- 배급총괄: 이재식
- 국내배급책임: 김은주
- 해외배급책임: 강수진
- 배급회계: 김미선
- 배급진행: 박유민
- 배급진행: 민혜진
- 마케팅부문: 김종근
- 마케팅부문: 오지희